# Hermann Saalfrank
Hermann Saalfrank (auch: Hans Saalfrank) (* 19. Jahrhundert; † nach 1920) war ein deutscher Kameramann.

## Hintergrund
Saalfrank wirkte in der Stummfilmzeit als Laufbildphotograph und ist in Filmen zwischen 1912 und 1921 nachweislich.
Er drehte hauptsächlich Abenteuer- und Kriminalsujets, darunter mehrere nach Manuskripten von Jane Beß, bei denen Wolfgang Neff Regie führte.  Dabei arbeitete er mehrfach mit anderen Kameramännern wie Josef Dietze, Heinrich Gärtner, Eugen Hrich, Kurt Lande und  Erich Nitzschmann zusammen.
Seine künstlerisch vielleicht bedeutendste Arbeit ist die Gestaltung der ‘Altdeutschen Episode’ in Fritz Langs Film Der müde Tod zusammen mit Nitschmann.

## Filmographie
- 1912: Wie sich das Kino rächt [Kurzfilm, 1 Akt = 12 min.] [GECD #38540]
- 1918: Kinder der Strasse [GECD #27023]
- 1920: Menschliche Hyänen
- 1920: Der Unerkannte (mit Josef Dietze, als Hans Saalfrank)
- 1920: Der schwarze Gast
- 1920: Die Frau ohne Dienstag[3] [GECD #22467]
- 1920: Apachenrache. 3. Die verschwundene Million[4]
- 1920: Die Hand des Würgers
- 1920: Nat Pinkerton im Kampf, 1. Teil – Das Ende des Artisten Bartolini, auch: Das Ende des Artisten Bartolini 1[5]
- 1920/1921: Großstadtmädels. 3 Teile (als Hans Saalfrank)
- 1921: Ratten der Großstadt, 1. Teil: Die geheimnisvolle Nacht
- 1921: Nat Pinkerton im Kampf, 2. Teil – Diebesfallen
- 1921: Lola, die Apachenbraut. 2 Teile
- 1921: Das Achtgroschenmädel. Jagd auf Schurken. 2 Teile[6] (mit Eugen Hrich)
- 1921: Die Brillantenmieze. 2 Teile
- 1921: Der müde Tod : Altdeutsche Episode (mit Erich Nitzschmann)
- 1922: Aus den Erinnerungen eines Frauenarztes, 2. Teil: Lüge und Wahrheit (mit Heinrich Gärtner u. Kurt Lande)